# Chen Kuei-jen
Chen Kuei-jen (chiń. upr. 陳貴人; chiń. trad. 陳貴人; pinyin Chén Guìrén; ur. 6 lipca 1968) – tajwański piłkarz i trener piłkarski.

## Kariera piłkarska

### Kariera klubowa
Występował w tajwańskich klubach.

## Kariera trenerska
Jest trenerem klubu Taiwan Power Company F.C. W 2005 pomagał trenować narodową reprezentację Chińskiego Tajpej. Od 2006 do 2007 kierował reprezentację Chińskiego Tajpej w futsalu. Od stycznia do czerwca 2012 oraz w 2013 prowadził narodową reprezentację Chińskiego Tajpej.